# Sunisa Lee
Sunisa Lee, född 9 mars 2003, är en amerikansk gymnast.
Lee var en del av USA:s lag som tog silver i lagmångkamp vid olympiska sommarspelen 2020 i Tokyo. Hon tog även guld i den individuella mångkampen.